# Station Kampen Zuid (1913-1934)
Station Kampen Zuid was een station bij de Nederlandse stad Kampen. Het lag aan het Engelenbergplantsoen, tegenover het voormalige Stadsziekenhuis en Stedelijk Lyceum (tegenwoordig Hoornbeeck College) en bij de Bovenhaven.
Tussen 1 oktober 1913 en 31 december 1933 was dit station het eindpunt van de lokaalspoorlijn Hattem - Kampen Zuid van de Koninklijke Nederlandsche Locaalspoorweg-Maatschappij (KNLS). In Hattem sloot deze lijn aan op de lokaalspoorweg Apeldoorn - Zwolle. Vanaf 1914 was het ook het eindpunt van de aftakking naar Kampen van de Zuiderzeetramweg. De tramlijn sloot in De Zande aan op het spoor Hattem - Kampen Zuid en bereikt via dit spoor het station. In 1931 werd de tramdienst gestaakt.
In 1934 werden perron en rails opgebroken, het stationsgebouw is in 1935 gesloopt.